# Sthlm, Sthlm
Sthlm, Sthlm är en pop-låt först framförd av den svenske artisten Olle Ljungström, som släpptes som singel den 19 april 2000. Den skrevs av Ljungström (text) och Heinz Liljedahl (musik).  Låten fanns med på Ljungströms femte soloalbum, En apa som liknar dig (2000). På singeln fanns även b-sidan "Dansar med en ängel."
Låten syftar på staden Stockholm, under många år Olle Ljungströms hemstad. Artisten Svante Thuresson tolkade låten på sin skiva Regionala nyheter: Stockholmsdelen (2011).

## Låtlista
Text: Olle Ljungström. Musik, spår 1: Heinz Liljedahl, spår 2: Olle Ljungström.
1. "Sthlm, Sthlm" (3:39)
2. "Dansar med en ängel" (3:21)